# Ben Wang
Ben Wang (ur. 1 stycznia 2000 w Szanghaju) – amerykański aktor.

## Życiorys
Ben Wang urodził się 1 stycznia 2000 roku w Szanghaju. Gdy Ben miał cztery lata, jego rodzice rozwiedli się, a dwa lata później wyemigrował z matką do Stanów Zjednoczonych. Wang studiował teatr muzyczny na New York University.

## Życie prywatne
Ben Wang jest biegły w sztukach walki, takich jak karate, kenpō, kung-fu (głównie wing chun), kumdo i taekwondo.

## Filmografia

### Filmy
| Rok  | Tytuł                                          | Tytuł oryginalny                         | Rola         | Źr.         |
| ---- | ---------------------------------------------- | ---------------------------------------- | ------------ | ----------- |
| 2022 | Seksapil                                       | Sex Appeal                               | Franklin     | [ 5 ]       |
| 2023 | Najlepszy rzut Changa                          | Chang Can Dunk                           | Bo           | [ 1 ] [ 5 ] |
| 2023 | Jedyna nadzieja                                | Sight                                    | Młody Ming   | [ 5 ]       |
| 2024 | Mean Girls                                     | Mean Girls                               | Jacob Zheng  | [ 1 ]       |
| 2025 | Karate Kid: Legendy                            | Karate Kid: Legends                      | Li Fong      | [ 4 ] [ 6 ] |
| 2025 | Wielki marsz                                   | The Long Walk                            | Hank Olson   | [ 7 ]       |
| 2026 | Igrzyska śmierci: Wschód słońca w dniu dożynek | The Hunger Games: Sunrise on the Reaping | Wyatt Callow | [ 8 ]       |

### Seriale
| Rok  | Tytuł              | Tytuł oryginalny      | Rola       | Uwaga                                                                                 | Źr.           |
| ---- | ------------------ | --------------------- | ---------- | ------------------------------------------------------------------------------------- | ------------- |
| 2021 | MacGyver           | MacGyver              | Eli Brown  | Sezon 5, odcinek 4, Banh Bao + Drill + Burner + Mason                                 | [ 9 ]         |
| 2021 | Launchpad          | Launchpad             | Gang       | Sezon 1, odcinek 1, Eid po amerykańsku                                                | [ 10 ]        |
| 2021 | The Last O.G.      | The Last O.G.         | Oliver     | Sezon 4, odcinek 7, Smush                                                             | [ 11 ]        |
| 2022 | Tropiciele         | Search Party          | Intern     | Sezon 5, odcinek 5, Acts of the Apostles                                              | [ 12 ]        |
| 2023 | Urodzony w Ameryce | American Born Chinese | Jin Wang   | Rola główna, osiem odcinków                                                           | [ 13 ] [ 14 ] |
| 2024 | Bob’s Burgers      | Bob’s Burgers         | Sam (głos) | Sezon 14, odcinek 13, Butt Sweat and Fears Sezon 15, odcinek 5, Don't Stop Be-Cheesin | [ 15 ] [ 16 ] |

## Nagrody i nominacje
| Rok  | Ceremonia                  | Kategoria                                                                                  | Produkcja          | Rezultat  | Źr.    |
| ---- | -------------------------- | ------------------------------------------------------------------------------------------ | ------------------ | --------- | ------ |
| 2024 | Critics Choice Association | "Najlepszy aktor w serialu, serialu limitowanym lub filmie telewizyjnym z superbohaterami" | Urodzony w Ameryce | Nominacja | [ 17 ] |